# Геденберг, Фридрих Людвиг
Фёдор Фёдорович Геденберг (швед. Friedrich Ludwig Hedenberg; 1794—1860) — российский медик.

## Биография
Родился 17 (28) июня 1794 года в Эстляндской губернии, на острове Даген (Даго?).
Среднее образование получил в Ревельской гимназии, затем поступил учеником в аптеку и, проработав в ней несколько лет, поступил в 1812 году в Дерптский университет, по окончании которого в 1815 году был удостоен степени доктора медицины за диссертацию: «De differentia et similitudinibus hipochondriae et hysteriae» (Dorpati, 1815).
Занимался врачебной практикой в Санкт-Петербурге; был членом Совета детских учреждений, директором детского приюта Св. Владимира (Kinderbewahranstalt zum hlg. Wladimir).
В 1819 году им был напечатан: «Sühnungsopfer (Erster Gesang eines lyrischen Gedichts, bestehend aus 1754 Versen) von D-r F… H…». В 1824 году состоял в 8 классе.
Умер в августе 1860 года.